# Việt Dzũng

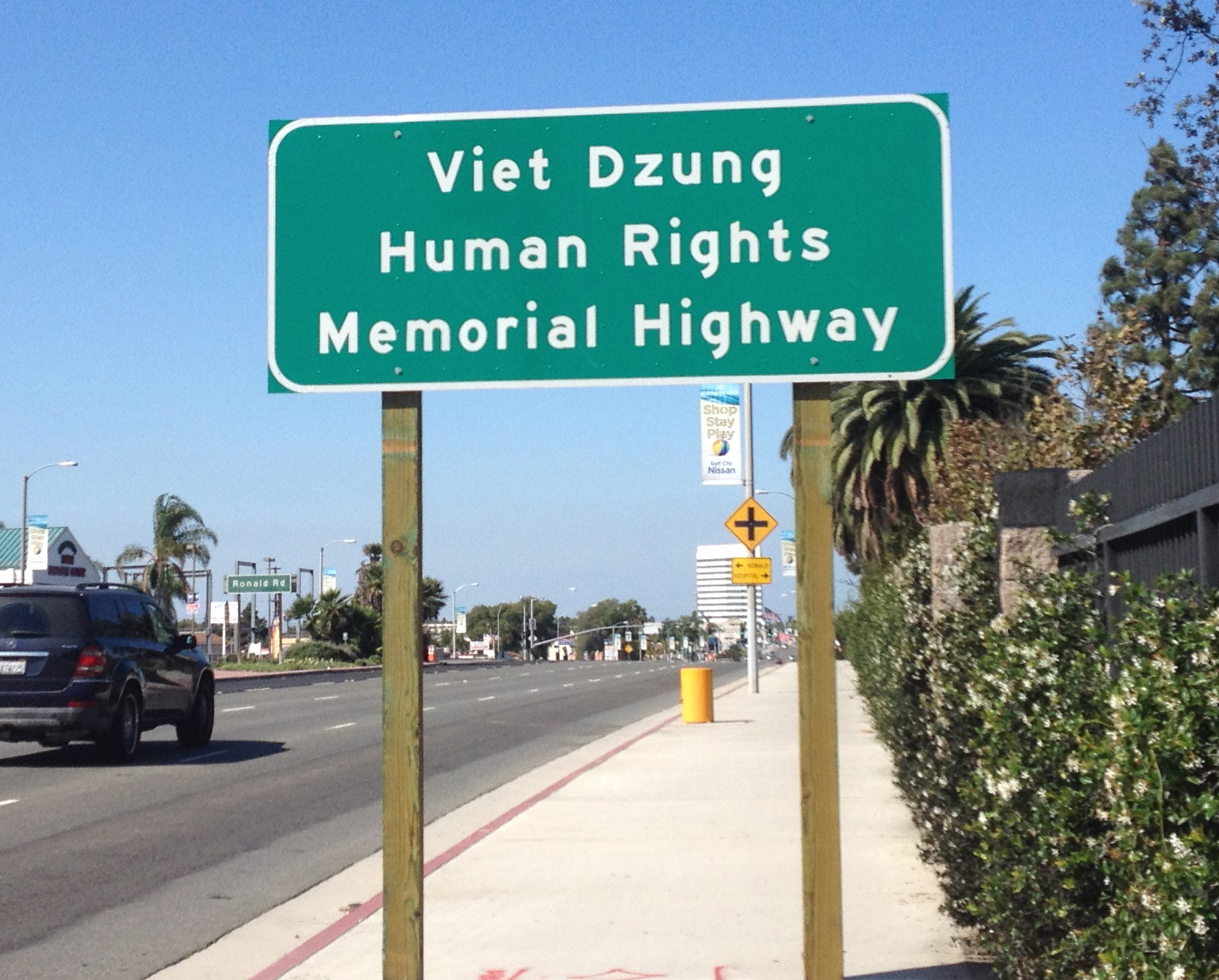
Đoạn đường Beach Boulevard gần Little Saigon, California, được đặt tên "Xa lộ Kỷ niệm Nhân quyền Việt Dzũng"

Việt Dzũng (8 tháng 9 năm 1958 – 20 tháng 12 năm 2013) là một người dẫn chương trình, nhạc sĩ, ca sĩ người Mỹ gốc Việt nổi tiếng với dòng nhạc Việt Nam hải ngoại hoạt động tại Hoa Kỳ.

## Thân thế và sự nghiệp
Ông tên thật là Gioakim Nguyễn Ngọc Hùng Dũng, sinh ngày 8 tháng 9 năm 1958 tại Sài Gòn. Cha là Nguyễn Ngọc Bảy, người Nghệ An, cựu dân biểu Hạ nghị viện thời Đệ Nhị Cộng hòa Việt Nam, thiếu tá, y sĩ trưởng Bộ tổng tham mưu và Sư đoàn 5 Quân lực Việt Nam Cộng hòa. Mẹ là cựu giáo viên Trường Nữ Trung học Gia Long. Ông có một anh, một chị, và một em trai. Không may bị bại liệt từ nhỏ và phải sử dụng nạng để di chuyển, nhưng ông vẫn là một học sinh xuất sắc tại Trường Trung học Lasan Taberd.
Trong giai đoạn từ 1971 cho đến trước sự kiện 30 tháng 4 năm 1975, ông tham dự nhiều đại hội nhạc trẻ bên cạnh Trường Kỳ, Tùng Giang, Nam Lộc,... Năm 1975, ông vượt biên tỵ nạn sang đến Singapore, sau đó là đến trại tỵ nạn Subic ở Philippines rồi sau sang Hoa Kỳ định cư, đến năm 1976 gia đình mới sang cùng đoàn tụ. Ngay những năm đầu tiên tại Mỹ ông đã sáng tác và thắng giải Iowa Grand Ole Opry. Năm 1985 ông cho ra ban nhạc tiếng Anh Children of the Ocean hợp tác với một số nhạc sĩ Mỹ.
Đối với tân nhạc Việt Nam ở hải ngoại, ông đã sáng tác một số bài được cộng đồng người Việt tại hải ngoại biết đến như "Một chút quà cho quê hương", "Lời kinh đêm", "Tình ca cho Nguyễn Thị Sài Gòn". Album Một bông hồng cho người ngã ngựa. Ông kết nghĩa anh em với ca nhạc sĩ Nguyệt Ánh, Nguyễn Hữu Nghĩa, đi lưu diễn nhiều nơi ở Mỹ, Úc, Nhật Bản, châu Âu, mở đường cho Phong trào Hưng ca ở hải ngoại, chính thức thành lập ngày 14 tháng 4 năm 1985 tại Houston, Texas. Do hoạt động tích cực trong phong trào chống Cộng, Việt Dzũng và Nguyệt Ánh bị chính quyền Việt Nam tuyên án tử hình khiếm diện. Việt Dzũng với bài "Một chút quà cho quê hương" cùng với Nam Lộc (tác giả bài "Sài Gòn vĩnh biệt") được nêu danh là một trong những tên tuổi chính của dòng nhạc Việt Nam hải ngoại.
Ngoài những sáng tác có nội dung nỗi niềm ly hương và chống Cộng, ông còn có những tác phẩm tình ca vui trẻ như "Tình như cây cà rem", "Có những cuộc tình không là trăm năm", "Người yêu tôi" (phổ thơ Cung Vũ) hay uẩn ức như "Bên đời hiu quạnh". Tổng cộng ông đã viết hơn 450 bài, một số ra mắt trong hai tập nhạc Kinh Tỵ nạn và Lưu vong khúc. Năm 1990 ông lập hãng ra băng và đĩa nhạc mang tên Trung tâm Việt Productions.
Ngoài hoạt động âm nhạc, Việt Dzũng còn có chân trong văn học, chủ bút nguyệt san Nhân chứng ở California. Sau ông chuyển sang đóng góp cho đài phát thanh Little Saigon Radio bắt đầu từ năm 1993 làm phóng viên và xướng ngôn viên cho đài phát thanh tiếng Việt toàn phần đầu tiên ở miền Nam California. Đến năm 1997 thì ông lập đài phát thanh riêng là Radio Bolsa.
Đối với các chương trình thu hình, ông xuất hiện lần đầu trên video Asia 9 Tình ca chọn lọc 75-95 (1995) với vai trò là ca sĩ. Sau đó, ông xuất hiện trong vai trò người dẫn chương trình trong các đại nhạc hội của Trung tâm Asia bắt đầu từ cuốn video Asia 14 Yêu (1996) cho đến cuốn Asia 73 Mùa hè rực rỡ 2013 là lần xuất hiện cuối cùng của ông trước khi qua đời.
Ông xuất hiện nhiều trong những cuộc vận động chống chủ nghĩa cộng sản, hoạt động tích cực hỗ trợ các cuộc đấu tranh dân chủ, nhân quyền cho Việt Nam, tham gia trong các đoàn thể trẻ tại miền Nam California như Thanh Sinh Phó Đức Chính, Thanh Niên Cờ Vàng, đấu tranh cho nhân quyền ở Việt Nam, và ông cũng luôn vận động cứu giúp thuyền nhân Việt Nam tỵ nạn. Năm 2010 ông được thượng nghị sĩ tiểu bang California là Lou Correa trao giải "Community Heroes (Người hùng của cộng đồng)" vì 20 năm hoạt động đóng góp cho cộng đồng người Việt hải ngoại.

## Qua đời
Việt Dzũng đột ngột qua đời tại Bệnh viện khu vực Fountain Valley ở thành phố Fountain Valley, California, Hoa Kỳ do căn bệnh tim hồi 10h35' sáng, ngày 20 tháng 12 năm 2013, hưởng dương 55 tuổi.
Để vinh danh những đóng góp của nghệ sĩ Việt Dzũng, nghị sĩ thượng viện tiểu bang California Lou Correa đã vận động cho thông qua nghị quyết đặt tên một khúc đại lộ Beach (Beach Boulevard) gần góc đường Talbert là "Việt Dzũng Human Rights Memorial Highway" (Xa lộ Nhân quyền Việt Dzũng) khánh thành ngày 15 tháng 8, 2014 thuộc khu vực Little Saigon.

## Danh sách bài hát
- Anh có yêu em không
- Anh khóc cho em đêm nay
- Anh Vẫn Mơ Một Ngày Về ("Dreamer's Dream", Việt Dzũng đặt lời Việt)
- Ba năm qua rồi
- Bài ca cho người lữ khách
- Bài ca dao cho Mẹ
- Bài ca dân chủ mới
- Bài ca tình nhớ (thơ Nguyễn Bính)
- Bắc Thái Bình Nam Xuân Lộc
- Bên đời hiu quạnh (phổ thơ Hoàng Ngọc Ẩn)
- Bài tango cuối cùng
- Buồn gọi tên người
- Bước chân trên cát
- Chàng vẫn về Quê Hương
- Chào những người yêu còn ớ lại Saigon
- Children of the ocean (Nhạc ngoại, Việt Dzũng đặt lời Việt)
- Cho đồng bào tôi (viết chung với Nguyễn Đức Quang)
- Chuyện một em bé ngoan mà Santa Claus quên qùa
- Có những cuộc tình không là trăm năm
- Cỏ tương tư
- Con trai
- Cùng chắp cánh bay ("We'll fly again", viết chung với Trúc Hồ & Cardin)
- Cùng đi với tôi
- Cũng đành lãng quên
- Cuộc tình hoàng hôn
- Dạ khúc
- Dáng xưa (viết chung với Trúc Hồ)
- Dấu chân của biển
- Đồng dao hòa bình
- Đừng nói lời chia tay
- Đừng sợ
- Đường về (Việt Dzũng hát, Khúc Lan đặt lời Việt)
- Giòng cuồng lưu
- Gởi người dưới mộ (thơ Đinh Hùng)
- Hạnh phúc không như hôm qua
- Hãy Đến Cùng Âm Nhạc ("Let Me Keep The Music", Việt Dzũng đặt lời Việt)
- Hát cho người dân oan
- Hát cho tự do
- Hãy đứng lên (viết chung với Nguyệt Ánh)
- Khóc ru đời trinh nữ
- Kinh tỵ nạn
- Keep on trying (Nhạc ngoại, Việt Dzũng đặt lời Việt)
- Livin' la vida loca (Nhạc ngoại, Việt Dzũng đặt lời Việt)
- Love is all you know (Nhạc ngoại, Việt Dzũng đặt lời Việt)
- Lời kinh đêm (ý thơ Mãn Thuận)
- Lời tỏ tình đầu tiên
- Mambo Italiano (Nhạc ngoại, Việt Dzũng đặt lời Việt)
- Maria dưới chân thập tự giá
- Màu máu Tigôn
- Một chút quà cho quê hương
- Một đời trau chuốt
- Một lần tình xa
- Mời em về 1,2
- Mùa đông tuyết trắng
- Mùa hè rực rỡ (viết chung với Jason Lâm)
- Mùa thu trên phím đàn (viết chung với Sỹ Đan)
- Mùa tiếc thương
- Noel rồi! Đừng hờn anh nữa bé ơi
- Nhân danh nhân quyền
- Những đứa con của Mẹ
- Ngày con về
- Ngày đẹp tươi
- Ngày trời Nam
- Người yêu tôi đó
- Ôi mùa đông
- Quân lệnh cuối cùng
- Rồi cũng có ngày ta về lại
- Sao ánh trăng vàng (Việt Dzũng hát, Khúc Lan đặt lời Việt)
- Sao đêm
- Say tình
- Sông dài
- Tan theo ngày nắng vội (viết chung với Trần Duy Đức)
- Tell me once again (Nhạc ngoại, Việt Dzũng đặt lời Việt)
- Tên tôi là Di Cư
- Thà chết trên biển đông
- Thiên đàng đánh mất
- Tiếng hát trái tim (viết chung với Trúc Hồ)
- Tìm sống
- Tình ca cho 200 người bỏ mạng bờ biển Mã Lai
- Tình ca cho Nguyễn Thị Sài Gòn
- Tình như cây cà rem
- Thu vàng có chàng tới hỏi (Thơ: Huyển Kiêu)
- Thung lũng chim bay
- Thuyền tự do (viết chung với Nguyệt Ánh)
- Tự tình khúc
- Tự trầm
- Và em hãy nói yêu anh
- Viên đạn cũ
- When I die (Nhạc ngoại, Việt Dzũng đặt lời Việt)
- Xuống đường cùng cánh hoa là
- Yêu đời yêu người (viết chung với Sỹ Đan)
- Yêu là thế (Việt Dzũng hát, Khúc Lan đặt lời Việt)
- Yêu người muộn màng

### Băng và đĩa nhạc
- Anh vẫn còn thương
- Bên bờ đại dương
- Bên em đang có ta
- Hát cho Tự do
- Hùng ca quật khởi
- Lên đường
- Mình ơi, đưa em về quê hương
- Quê hương và em
- Ru em sông núi đợi chờ
- Tuổi trẻ về nguồn
- Thánh ca vào đời
- Thắp lửa Tự do
- Thắp lửa yêu thương
- Trái tim ở lại
- Vuốt mặt

## Liên kết
- Nghệ sĩ Việt Dzũng Lưu trữ ngày 12 tháng 8 năm 2013 tại Wayback Machine
- Nhạc sĩ Việt Dzũng gặp gỡ độc giả theo báo Người Việt Lưu trữ ngày 7 tháng 6 năm 2013 tại Wayback Machine
- Việt Dzũng[liên kết hỏng]
- Radio Bolsa Lưu trữ ngày 6 tháng 1 năm 2014 tại Wayback Machine